# Saraya-Jade Bevis
Saraya-Jade Bevis (* 17. August 1992 in Norwich, England), besser bekannt unter ihren Ringnamen Saraya bzw. Paige, ist eine britische Profi-Wrestlerin, welche derzeit bei All Elite Wrestling unter Vertrag steht. Sie stand von 2011 bis 2022 bei WWE unter Vertrag. Ihre bisher größten Erfolge sind der Erhalt der  AEW Women’s World Championship, NXT Women’s Championship und der zweimalige Gewinn der WWE Divas Championship.

## Biografie

### Anfänge im Wrestling
Bevis stammt aus einer Wrestler-Familie. Sowohl ihre Eltern als auch ihre beiden älteren Brüder sind Profi-Wrestler und hauptsächlich in England aktiv. Durch diese Einflüsse war sie schon früh fasziniert vom Wrestling und begann, sich von ihrer Familie trainieren zu lassen. Im Alter von 13 Jahren gab Bevis 2005 ihr Debüt im Ring in der Liga ihrer Eltern der World Association Of Wrestling. In den folgenden Jahren trat sie als Britani Knight in vielen Ligen in Europa auf, unter anderem auch in Deutschland. Bevis wollte Erfahrungen sammeln und konnte dabei schon zahlreiche Erfolge erzielen.

### World Wrestling Entertainment (2011–2022)

#### NXT (2011–2014)

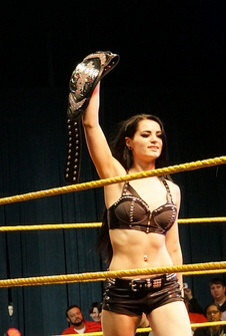
Paige ist die erste NXT Women’s Champion

Im September 2011 unterschrieb Bevis einen Entwicklungsvertrag bei der WWE. Im Juli 2012 debütierte sie als Paige in der neu gegründeten Entwicklungsliga WWE NXT und wurde aufgrund ihres für WWE-Verhältnisse untypischen Aussehens und Auftretens als Anti-Diva schnell zum Publikumsliebling. Im Sommer 2013 startete ein Turnier um den NXT Women’s Championship. Paige setzte sich in dessen Verlauf gegen Tamina Snuka, Alicia Fox und im Finale am 24. Juli 2013 gegen Emma durch und wurde zum ersten NXT Women’s Champion. Sie verteidigte den Titel mehrfach erfolgreich, unter anderem am 27. Februar 2014 beim ersten NXT Special Event Arrival im Rückkampf gegen Emma. Am 24. April 2014 legte Paige den Titel nach ihrem Aufstieg zu den Hauptshows der WWE nieder, ohne ihn je verloren zu haben, damit er weiterhin bei NXT ausgekämpft werden kann.

#### Hauptkader (2014–2016)

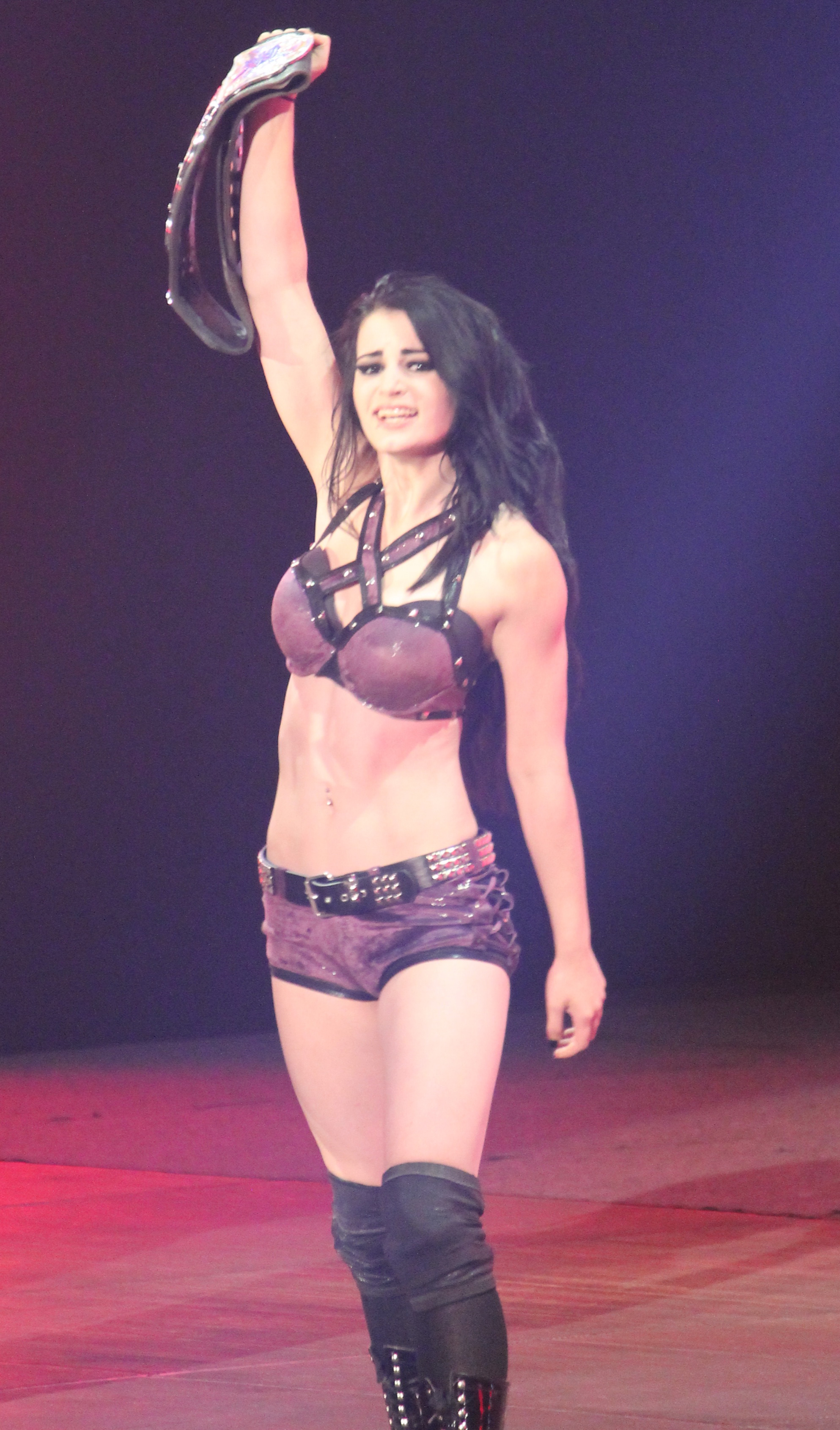
Paige nachdem sie die WWE Divas Championship gewonnen hatte in ihrem Hauptkader Debüt, 2014

Ihren ersten Auftritt hatte Paige in den WWE-Hauptshows am 7. April 2014, als sie bei Monday Night RAW der damaligen WWE Divas Champion AJ Lee zur erfolgreichen Titelverteidigung bei WrestleMania XXX gratulieren wollte. Lee sah sich als Anführer der Frauen-Division, die jeden besiegt habe und forderte Paige zu einem Match heraus, in welchem sie die WWE Divas Championship aufs Spiel setzte. Paige konnte dieses Match überraschend für sich entscheiden und wurde mit 21 Jahren die jüngste Titelträgerin des Divas Championship in der Geschichte der WWE. Sie wurde außerdem zur einzigen Wrestlerin, die den NXT Women’s Championship und die WWE Divas Championship gleichzeitig halten konnte. Paige verteidigte ihren Titel erfolgreich bei Extreme Rules 2014 gegen Tamina Snuka und bei Money in the Bank 2014 gegen Naomi. Daraufhin kehrte AJ Lee nach einer Auszeit zurück und nahm Paige den Titel bei Monday Night RAW ab. Nach dem Pay-Per-View WWE Battleground 2014 turnte Paige Heel und führte die Fehde gegen AJ Lee fort. Bei der größten Veranstaltung des Sommers, dem SummerSlam 2014 am 17. August 2014, gewann sie gegen Lee und holte sich zum zweiten Mal die WWE Divas Championship. Am 21. September 2014 verlor sie jedoch bei der Night of Champions 2014 in einem Triple Threat Match gegen AJ Lee und Nikki Bella den Titel an AJ Lee. Bei Hell in a Cell 2014 kam es zum vorerst letzten Aufeinandertreffen zwischen Paige und AJ Lee, welches Lee für sich entscheiden konnte.
Im Frühjahr 2015 verbündeten sich die beiden gegen die Bella Twins (Nikki Bella und Brie Bella). Dieses führte zu einem Tag Team Match bei WrestleMania 31, welches Paige und AJ Lee für sich entscheiden konnten. Am 13. April 2015 konnte Paige bei RAW in London eine Battle Royal gewinnen, was sie berechtigte den amtierenden WWE Divas Champion Nikki Bella herauszufordern. Dieses Match bei Money in the Bank 2015 verlor Paige nach einem unfairen Eingriff von Brie Bella und Alicia Fox, die Nikki wiederholt zum Sieg verhalfen. Dies führte am 13. Juli 2015 bei RAW zur Divas Revolution, als die NXT Diven Charlotte, Becky Lynch und Sasha Banks unerwartet auftauchten, um sich gemeinsam mit Paige dem Team Bella entgegenzustellen. Folgend kam es beim SummerSlam 2015 zu einem 3-Team-Tag-Team-Match, welches Team PCB (Paige, Charlotte, Becky Lynch) gegen Team BFF (Melinda, Frankie Austin, Jessica Rose) und Team BAD (Naomi, Tamina Snuka, Sasha Banks) gewinnen konnte. Zum Jahresende 2015 fehdete Paige mit der amtierenden Divas Champion Charlotte. Dieser unterlag sie allerdings sowohl bei der Survivor Series als auch bei TLC 2015.
Am 3. April 2016 bei WrestleMania 32 im AT&T Stadium, der laut WWE-Angaben größten WrestleMania aller Zeiten mit 101.763 Zuschauern, trat Paige im Kickoff in einem 5-gegen-5-Tag-Team-Match an, welches ihr Team gewinnen konnte. Am 18. August suspendierte die WWE sie für 30 Tage wegen eines Verstoßes gegen die hauseigene Anti-Doping-Richtlinie (Wellness Policy), weil sie zu einem Dopingtest verspätet erschien. Parallel dazu litt Paige in der zweiten Jahreshälfte 2016 unter einer schweren Nackenverletzung, welche eine längere Auszeit zur Folge hatte. Im Oktober 2016 wurde sie wegen eines weiteren Verstoßes gegen die Anti-Doping-Regeln für 60 Tage gesperrt.

#### Rücktritt und Rollen Außerhalb des Rings (2017–2022)
Am 20. November 2017 feierte sie ihr Comeback bei Monday Night Raw.
Mitte Januar 2018 wurde bekannt, dass sie aufgrund einer Verletzung, die sie sich in einem Match mit Sasha Banks am 28. Dezember 2017 zuzog, keine Ringfreigabe in der WWE mehr bekommen würde und ihre Karriere beendet.
Am 10. April 2018 wurde sie als der neue General Manager von SmackDown Live vorgestellt. Am 18. Dezember desselben Jahres entließ der Besitzer der WWE Vince McMahon im Zuge einer Neuausrichtung des Unternehmens die General Manager von SmackDown und RAW wieder. Paige blieb aber im Unternehmen. Am 11. Juni 2022 wurde bekannt gegeben, dass sie die WWE verlassen wird.

### All Elite Wrestling (seit 2022)
Am 21. September 2022 gab Bevis ihr Comeback bei All Elite Wrestling (AEW) unter dem Ringnamen „Saraya“ bekannt, am 9. November 2022 ihr in-Ring Debüt. Am 27. August 2023 gewann sie bei dem PPV All In in London die AEW Women’s World Championship. Dies stellte gleichzeitig ihren ersten Welttitelgewinn in einer Wrestlingpromotion seit neun Jahren dar.

## Außerhalb des Rings
In der Dokumentation The Wrestlers: Fighting with my Family wurde die Familie von Bevis 2012 begleitet. Ebenso zeigt die Doku wie Bevis an den WWE Tryouts teilnimmt. Ein weiterer Film, der auf dem Leben von Bevis aufbaut, ist der 2019 erschienene Spielfilm Fighting with My Family, in dem sie von Florence Pugh dargestellt wird.
Am 20. Oktober 2014 wurde bekannt gegeben, dass Paige ab der zweiten Hälfte der dritten Staffel zum Hauptcast der Reality-TV-Serie Total Divas gehört.
2015 spielte sie in der Komödie Santa’s Little Helper neben ihrem Wrestling-Kollegen The Miz ihre erste Filmrolle, war Jury-Mitglied in der sechsten Staffel der Casting-Show WWE Tough Enough und war Gast beim Podcast von Steve Austin auf dem WWE Network.
Bevis war bis 2024 mit Sänger Ronnie Radke (Falling in Reverse) liiert.

## Titel und Auszeichnungen

### Titel
- All Elite Wrestling
  - 1× AEW Women’s World Champion

- German Stampede Wrestling
  - 1× GSW Ladies Champion

- Herts & Essex Wrestling
  - 2× HEW Women's Champion

- Premier Wrestling Federation
  - 1× PWF Ladies Tag Team Champion mit Sweet Saraya

- Pro-Wrestling: EVE
  - 1× Pro-Wrestling: EVE Champion

- Real Deal Wrestling
  - 1× RDW Women's Champion

- Real Quality Wrestling
  - 1× RQW Women's Champion

- Swiss Championship Wrestling
  - 1× SCW Ladies Champion

- World Association of Wrestling
  - 1× WAW British Ladies Champion
  - 1× WAWW British Tag Team Champion mit Melodi
  - 1× WAWW Ladies Hardcore Champion

- World Wrestling Entertainment
  - 1× NXT Women’s Champion (erste Titelträgerin)
  - 2× WWE Divas Champion

### Auszeichnungen
- Pro Wrestling Illustrated
  - 2014: Platz 1 der Top 50 Wrestler im PWI Female 50